# 中央區 (福岡市)
中央区（日语：／ Chūō ku */?）是福岡市的7個行政区之一；在日本，除了東京和大阪之外，此區是唯一一個人口密度超過每平方公里1万人的行政區。福岡城遺址、福岡市役所以及福岡市內最主要的商業區天神也位於此區內。

## 地理
從福岡市整體的市域來看，中央區稍微偏向東部，但福岡市民視其為「中央部」，而實際上此區也扮演著福岡市中心地區的角色。東鄰博多區、南鄰南區、西鄰早良區、西南邊鄰城南區。
中央區東北部是九州地區最大的繁華街天神，包括大名、今泉、長濱、藥院等地。該區中北部是福岡城遺址，與赤坂、大手門、荒戶、黑門、大濠等地相鄰，此地整治為綠地和公園，福岡市美術館位於大濠公園內。北端主要是填海造陸，而西北部的地行濱則是海濱百道的一部分，以福岡PayPay 巨蛋為中心，逐漸發展成新興市區。此外，中部和南部地區則是住宅區。

## 歷史

### 年表
- 1889年4月1日：實施市町村制，現在的中央區在當時分屬：[1]
  - 福岡市。
  - 那珂郡：警固村、住吉村、八幡村。
  - 早良郡：鳥飼村、樋井川村。
- 1896年2月26日：席田郡、那珂郡、御笠郡合併為筑紫郡。
- 1911年5月31日：住吉村改制為住吉町。
- 1912年10月1日：警固村被併入福岡市。
- 1919年11月1日：鳥飼村被併入福岡市。
- 1922年6月1日：住吉町被併入福岡市。
- 1926年4月1日：八幡村被併入福岡市。
- 1929年4月1日：樋井川村被併入福岡市。
- 1972年4月1日：福岡市成為政令指定都市，同時設置中央區。

## 設施

#### 警消
- 中央警察署
- 博多臨港警察署
- 福岡縣警察学校
- 中央消防署

#### 郵局
- 福岡中央郵局

#### 圖書館
- 市民中心中央圖書館

#### 醫療
- 國立病院機構九州醫療中心
- 國家公務員共濟組合連合会濱之町醫院
- 福岡縣濟生会福岡綜合醫院
- 福岡結核預防中心

## 在中央區設置總部的企業
中央區為福岡市商業核心，有許多企業進駐。以下僅列出重點項目。
- 岩田屋
- 應研
- 大賀藥局
- 大隈麵店
- 落合天弘堂
- QTnet
- 九州電力
- 新榮住宅
- 武田眼鏡
- 天神愛眼
- 東福製粉
- 鳥飼房屋
- 西鐵不動產
- 西鐵建設
- 博多大丸
- 福岡銀行（FFG）
- 福岡造船
- 福岡中央銀行
- 福岡豐田自動車
- 福住
- 三井松島產業
- 山下醫科器械
- 福岡市農業協同組合

## 大眾媒體
新聞
- 西日本新聞社
  - 西日本新聞
  - 西日本體育新聞
- 讀賣新聞西部本社
- 每日新聞西部本社福岡本部
- 產經新聞西部本部
- 體育報知西部本社
- 九州體育新聞（東京體育新聞社西部支社）
- 體育日本新聞社西部總局

放送
- NHK福岡放送局
- 九州朝日放送（KBC）
- 福岡放送（FBS）
- FM福岡（FM FUKUOKA）
- LOVE FM國際放送（LOVE FM）

通信社
- 共同通信社福岡支社
- 時事通信社福岡支社

## 教育

#### 大学・短期大學
- 九州大学法科大学院
- 久留米大学 福岡・天神衛星校區
- 西日本短期大学

#### 公立高等学校
- 福岡縣立福岡中央高等学校

#### 私立高等学校・中学校・小学校
- 福岡大学附屬大濠高等学校・中学校
- 上智福岡中学校・高等学校
- 筑紫女学園高等学校・中学校
- 福岡雙葉高等学校・中学校・小学校
- 福岡大学附屬若葉高等学校
- 克拉克紀念国際高等学校福岡校區
- N高等学校福岡校區

#### 公立中学校
- 福岡市立警固中学校
- 福岡市立舞鶴中学校
- 福岡市立當仁中学校
- 福岡市立平尾中学校
- 福岡市立友泉中学校

#### 小学校
- 福岡市立南當仁小学校
- 福岡市立福濱小学校
- 福岡市立舞鶴小学校
- 福岡市立赤坂小学校
- 福岡市立警固小学校
- 福岡市立草江小学校
- 福岡市立笹丘小学校
- 福岡市立小笹小学校
- 福岡市立春吉小学校
- 福岡市立平尾小学校
- 福岡市立當仁小学校
- 福岡市立高宮小学校

#### 国立小中学校
- 福岡教育大学附屬福岡中学校・福岡教育大学附屬福岡小学校

#### 特別支援学校
- 福岡市立福岡中央特別支援学校

## 交通

### 鐵路
- 西日本鐵道
  - 天神大牟田線：西鐵福岡（天神）車站 - 藥院車站 - 西鐵平尾車站
- 福岡市交通局
  - 機場線：唐人町車站 - 大濠公園車站 - 赤坂車站 - 天神車站
  - 七隈線：六本松車站 - 櫻坂車站 - 藥院大通車站 - 藥院車站 - 渡邊通車站 - 天神南車站

### 公車
- 西日本鐵道（西鐵巴士）

### 道路
- 福岡高速環状線：天神北出入口 - （荒津大橋） - 西公園出入口

一般國道
- 国道202号

主要縣道
- 福岡縣道31号福岡筑紫野線（大正通、高宮通、通稱「5号線」）

一般縣道
- 福岡縣道602号後野福岡線（渡辺通、日赤通）
- 福岡縣道557号東油山唐人町線
- 福岡縣道555号檜原比惠線

## 觀光

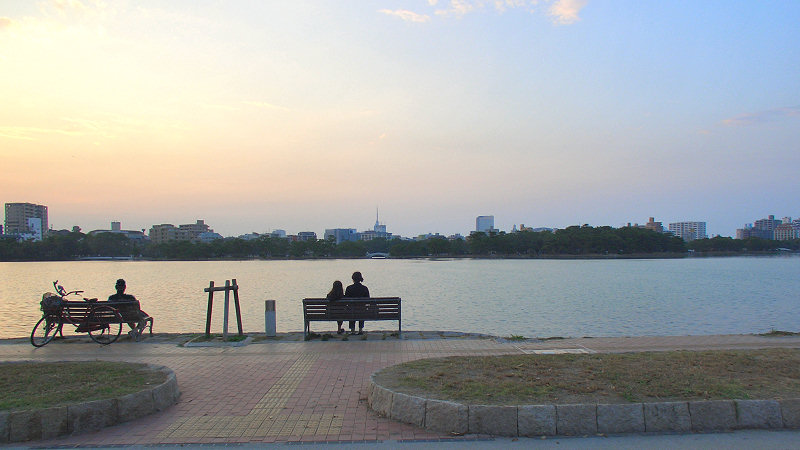
大濠公園
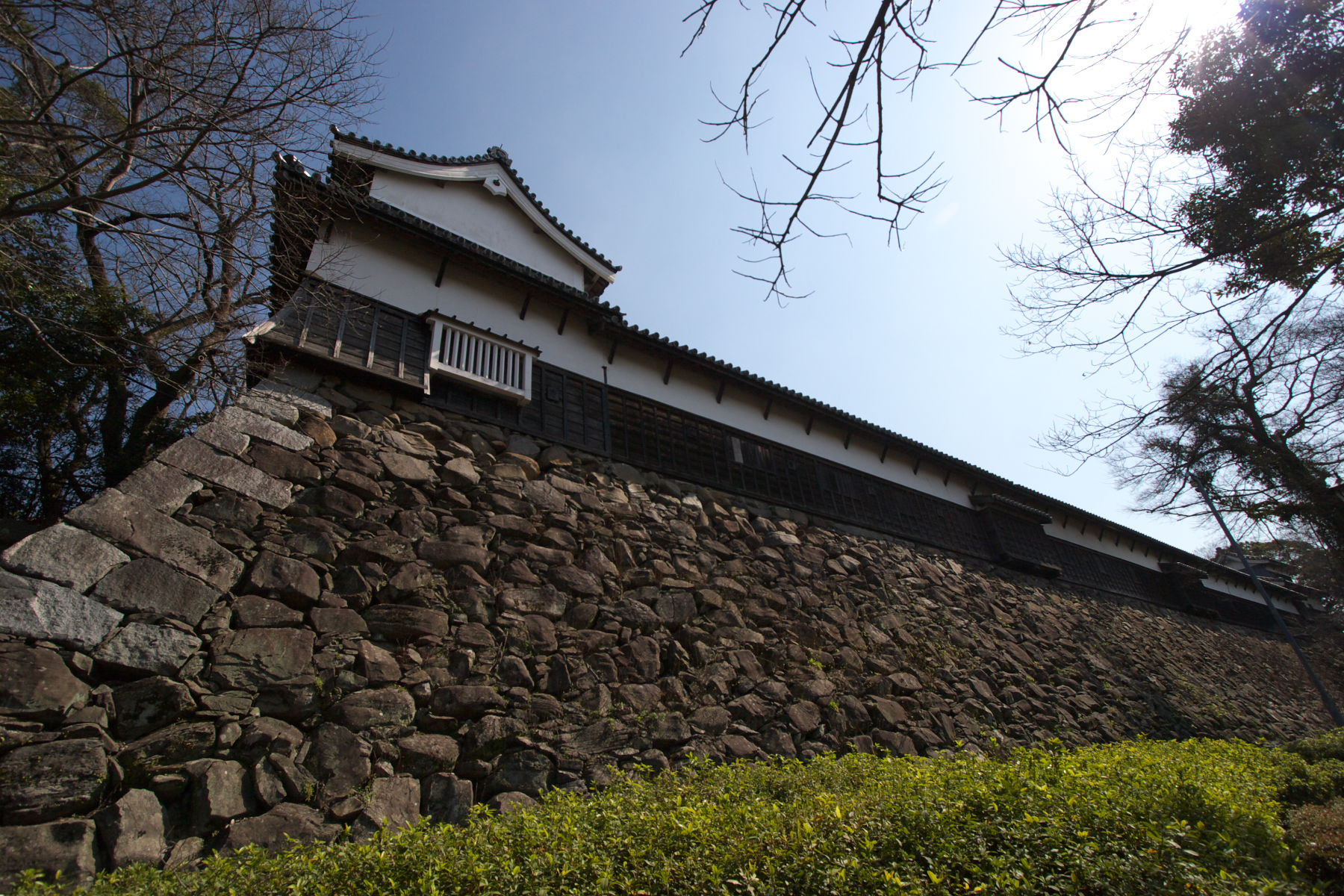
福岡城

- 西公園
- 舞鶴公園
- 福岡城址
- 平和台陸上競技場
- 福岡PayPay巨蛋
- 福岡市動植物園
- 福岡縣立美術館
- 福岡競艇場
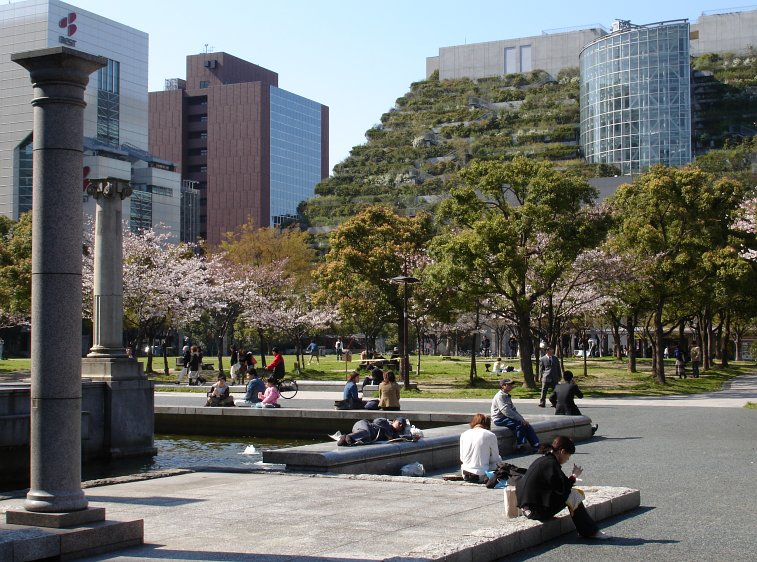
天神中央公園
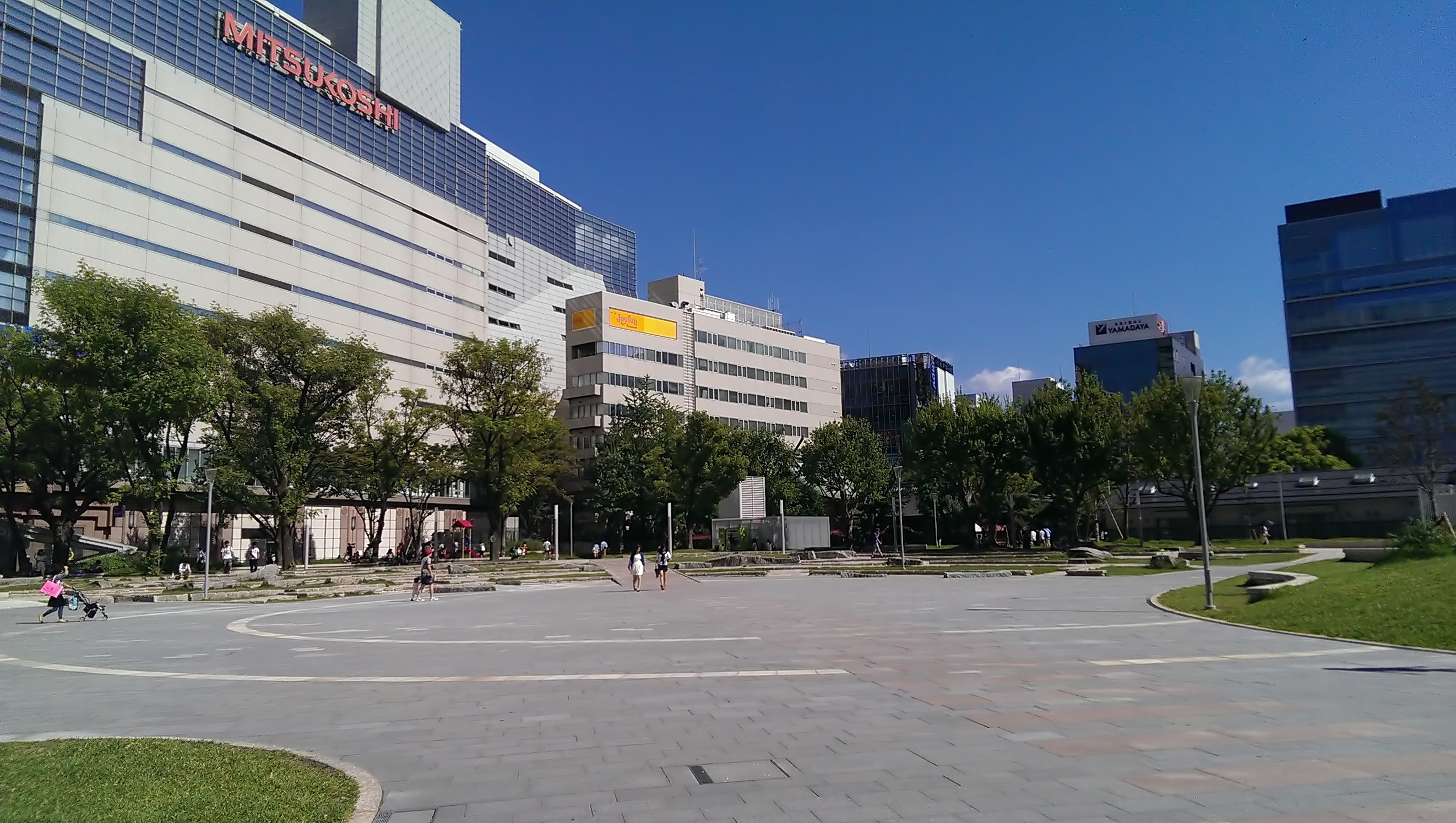
警固公園
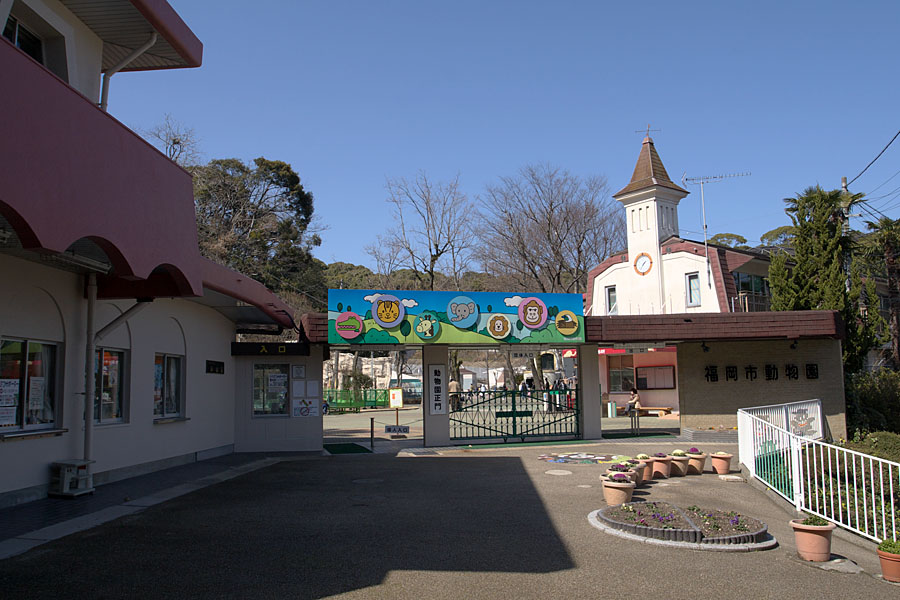
松風園

- 大濠公園
- 福岡城
- 天神中央公園
- 警固公園
- 福岡市動植物園

## 知名出身人物
- 團琢磨 - 三井合名会社理事長
- 夢野久作 - 禪僧、陸軍少尉、郵局長、小說家、詩人、SF作家、偵探小說家、幻想文学作家
- 中野正剛 - 新聞工作者、政治家
- 藤井德夫 - IFUJI產業創業者・前社長
- 葛西泰二郎 - 機械工学者、日本國家橄欖球隊代表監督
- 廣田弘毅 - 政治家
- 明石元二郎 - 軍人
- 長谷川町子 - 漫畫家
- 南將之 - 前排球選手・指導者
- 琴之龍功師 - 大相撲力士
- 酒井法子 - 歌手
- 甲斐祥弘 - 音樂家
- 橘慶太 - 音樂家
- KAN - 音樂家
- 進藤英太郎 - 演員
- 山本美月 - 時尚模特、女演員、藝人
- 西内瑪麗亞 - 時尚模特、女演員、藝人、歌手
- 西内ひろ - 時尚模特、藝人
- 生野陽子 - 富士電視台播報員
- 林葉直子 - 棋士
- 中田功 - 棋士
- 佐藤天彥 - 棋士
- 姬野達也 - 音樂家
- 今田美櫻 - 時尚模特、女演員
- 中村勝彌 - 時尚設計師
- 米倉齊加年 - 演員

## 外部連結
- 福岡市中央區 （页面存档备份，存于）